# Peter Zondervan
Peter Zondervan (Tondano, 25 april 1938) is een Nederlands beeldend kunstenaar.

## Biografie
Peter Zondervan is in Indonesië geboren als zoon van een Indonesische uit Menado en een Nederlandse hoofdonderwijzer uit Friesland. Hij verhuisde in 1949 naar familie in Leeuwarden. Hier heeft hij op de Van Munsterschool gezeten en later drie weken op de ambachtsschool. Daarna volgde hij twee maanden in de avonduren een reclame-opleiding, dit bleek niet de juiste richting (ga stou mar skilderen). Op 15-jarige leeftijd was Zondervan aan het werk als fotolaborant. Met z’n 16e nam Henny Keikes (beeldend kunstenaar en redacteur Leeuwarder Courant) hem mee naar modeltekenen in Kunstcentrum Prinsentuin, dit waren z’n eerste tekenlessen. Een jaar later ging Zondervan in Laren (NH) wonen. In 1956 werd hij toegelaten tot de Rijksnormaalschool Academieklas (in de tuin van het Rijksmuseum) te Amsterdam en kreeg daar les van verschillende docenten waaronder J. van Tongeren. Na een jaar ging hij naar de Vrije Gooische Academie (dag- en avondopleiding) in Hamdorff te Laren waar hij les kreeg van de docenten Henk Slijper, Kees Schrikker en G. van Wijland. Om aan de kost te komen werkte Zondervan voornamelijk in hotels, onder andere in Zweden. Peter Zondervan keerde terug naar Leeuwarden. Hij kon met moeite rondkomen van verkoop en opdrachten (portretten, kerktorens, enz.) en hij exposeerde onder andere met It Frysk Palet bij Galerie Van Hulsen. Weer later verhuisde hij naar Amsterdam, trouwde, en was werkzaam bij onder andere de Hoogovens en Ketjen Zwavelzuurfabrieken. Na vier jaar fabrieksarbeid kwam hij in de BKR (beeldende kunst regeling), woonde afwisselend in Amsterdam, Laren en Friesland en reisde veel door Europa. Door de tijden heen heeft hij bij elkaar zo’n twaalf jaar van de vrije particuliere verkoop kunnen leven. Vanaf 1990 woont en werkt Peter Zondervan samen met eega Kirsten Zwijnenburg in Oude Bildtzijl, op het Bildt, Friesland.

## Werk
Peter Zondervan werkt met olieverf, acrylverf, gouache, inkt, contékrijt en experimenteert ook met fotografie, muziek, gedichten en ideeënkunst. Soms realistisch, soms abstract, meestal beide in een. Met als onderwerp: kalligrafische vormen, landschappen en de mens.
Zondervan werkt ook in opdracht en maakte onder meer portretten en andere particuliere opdrachten, ontwerpen voor zeefdrukken op linnen, diverse soorten affiches, elektronische muziekcomposities en maskers voor dans.
Werk is in het bezit van verschillende particulieren en collectioneurs, Collectie AMC Amsterdam, Stedelijk Museum Amsterdam en Rijksdienst voor het Cultureel Erfgoed. Werken die in het bezit waren van Rijksdienst Beeldende Kunst en Instituut Collectie Nederland zijn voor een groot deel geschonken aan verschillende ministeries en andere rijksgebouwen door het hele land, waar zij toen al jaren hingen.
Peter Zondervan heeft geëxposeerd in Amsterdam, Leeuwarden en andere plaatsen in Nederland, en in Stockholm, Zweden.
Werken zijn gesigneerd met 'Peter Zondervan', of 'Zondervan', of 'P.A.C. Zondervan', of 'P.Z.', of 'Z'. Van 1960 tot 1970 is werk gesigneerd met moeders naam 'Tumbelaka'.